# The Smuggler's Daughter
The Smuggler's Daughter er en amerikansk stumfilm fra 1914 af Jerold T. Hevener.

## Medvirkende
- Raymond McKee som Hans Schmidt.
- Eva Bell som Gwendolyn.
- Oliver Hardy.
- James Levering.
- William H. Hopkins